# Markis McDuffie
Markis Derek McDuffie (Paterson, Nueva Jersey, 6 de septiembre de 1997) es un baloncestista estadounidense que pertenece a la plantilla del JDA Dijon de la LNB Pro A, la primera división del baloncesto de Francia. Con 2,03 metros de estatura, juega en la posición de alero.

## Trayectoria deportiva

### Universidad
Jugó cuatro temporadas con los Shockers de la Universidad Estatal de Wichita, en las que promedió 11,8 puntos, 4,4 rebotes y 1,1 asistencias por partido, Fue elegido novato del año de la Missouri Valley Conference en 2016, e incluido en su mejor quinteto la temporada siguiente. Tras el cambio de conferencia, en su último año como universitario fue incluido en el segundo mejor quinteto de la American Athletic Conference.

### Profesional
Tras no ser elegido en el draft de la NBA de 2019, disputó las Ligas de Verano de la NBA con los Indiana Pacers, promediando 3,0 puntos y 1,0 rebotes en los tres partidos que disputó. En el mes de agosto firmó su primer contrato profesional con el equipo búlgaro del Alba Fehérvár, donde jugó una temporada en la que promedió 12,5 puntos y 4,6 rebotes por partido.
En agosto de 2020 fichó por el UCC Assigeco Piacenza de la Serie A2 italiana.
El 6 de agosto de 2021, firma por el Napoli Basket de la Lega Basket Serie A.
El 14 de julio de 2022, firma por el JDA Dijon de la Pro A, la primera división del baloncesto de Francia.
El 26 de junio de 2023 fichó por el Türk Telekom B.K. de la Basketbol Süper Ligi turca (BSL).
El 17 de enero fichó por el Victoria Libertas Pesaro de la Lega Basket Serie A italiana.
El 25 de julio de 2024 fichó por el JDA Dijon de la LNB Pro A en una segunda etapa en el club.